# Rejon poczinkowski (obwód smoleński)
Rejon poczinkowski (ros. Починковский район) – jednostka administracyjna wchodząca w skład obwodu smoleńskiego w Rosji.
Centrum administracyjnym rejonu jest miasto Poczinok.

## Geografia
Powierzchnia rejonu wynosi 2380,75 km², a jego główną rzeką jest Soż.

## Historia
Rejon poczinkowski został utworzony z kilku ujezdów smoleńskiej guberni w 1929 roku.
W czasie II wojny światowej od lipca 1941 roku rejon był okupowany przez hitlerowców. Wyzwolenie nastąpiło we wrześniu 1943 roku.
W 1961 roku do poczinkowskiego rejonu został dołączony rejon stodoliszczenski.

## Demografia
W 2020 roku rejon poczinkowski zamieszkiwało 29 061 osób.

## Podział administracyjny
W skład rejonu wchodzi 1 osiedle miejskie (Poczinkowskoje) i 5 osiedli wiejskich (Leninskoje, Muryginskoje, Prudkowskoje, Stodoliszczenskoje, Szatałowskoje).

## Osoby związane z rejonem
- Nikołaj Michajłowicz Przewalski (ur. 1839, Kimborowo)

### OdznaczeniOrderem Sławy
- Aleksiej Tichonowicz Bombizow (ur. 1924, Cyganowka)[7]
- Wasilij Andriejewicz Isajczenkow (ur. 1919, Krutiłowka)[8]
- Władimir Iwanowicz Sielezniow (ur. 1924, Łuczesa)[9]

### Bohaterowie Związku Radzieckiego
- Michaił Jefimowicz Aleksandrow (ur. 1919, Galejewka)[10]
- Siergiej Burczenkow (ur. 1917, Puzyriowka)[11]
- Iwan Korzunow (ur. 1915, Akulinki)[12]
- Władimir Ławrinienkow (ur. 1919, Ptachino)[13]
- Jegor Makiejew (ur. 1922, Lichaczewo)[14]
- Mark Marchenkow (ur. 1914, Łazariewo)[15]
- Wasilij Michalkow (ur. 1919, Łuczesa)[16]
- Iwan Mozżarow (ur. 1915, Bułowica)[17]
- Nikołaj Owczinnikow (ur. 1918, Garbuzowka)[18]
- Nikołaj Siednienkow (ur. 1919, Trutniewo)[19]
- Michaił Tobolenko (ur. 1922, Azarowka)[20]
- Piotr Filimonow (ur. 1922, Szczełbicy)[21]
- Michaił Szirikow (ur. 1925, Staryje Kowali)[22]
- Aleksandr Jakunienko (ur. 1918, Klin)[23]

### Bohaterowie Pracy Socjalistycznej
- Wiera Korsakowa (ur. 1920, Lipowka)[24]
- Julija Babulina (ur. 1937, Kolesniki)[25]
- Siergiej Bizunow (ur. 1914, Charinka)[26]
- Iwan Dienisienkow (ur. 1920, Siergiejewo)[27]
- Kuźma Nikitienko (ur. 1885, Lipki)[28]
- Ludmiła Stiebniewa (ur. 1937, Lemiechowka)[29]
- Nikołaj Szkurłow (ur. 1924, Swietłoje)[30]